# Marcus Coloma
Marcus Coloma (Middletown, Kalifornia, 1978. október 18. –) amerikai színész.

## Élete
Kaliforniában született. Anyja olasz, apja hawaii származású. Kedvenc színe a kék. Jó barátok a South Beach másik szereplőjével, Odette Yusman-nal. A színészkedés mellett érdekli még a zene is, gitáron, dobon és zongorán is tud játszani. Gyakran szerez és ír dalokat. Több sportot is kedvel, szereti a focit, az úszást, a szörfözést és a kosárlabdát is. A középiskolában focizott is.

## Karrierje
A televíziós sorozatok világába először 1995-ben tört be. Első jelentős szerepét mégis egy amerikai tinidrámában, a  Point Pleasant-ban játszotta, mint Thomas. Később első filmbeli szerepét Hilary Duff mellett kapta meg a Lányok a Pácban (Material Girls)című alkotásban, itt Rick szerepét játszotta el. Coloma játszott még a WC amerikai csatorna One Tree Hill (Tutti Gimi) című sorozatában is. 2006-ba bekerült a South Beach című drámába egy rövid időre.

## Szerepei
- CSI: Miami (Miami helyszínelők) – (Luke Baylor)
- Material Girls (Lányok a Pácban) – (Rick)
- One Tree Hill (Tutti Gimi) – (Marcus)
- South Beach – (Matt Evans)
- Point Pleasant – (Thomas)
- Threat Matrix
- JAG – (Matthew Cantrell)
- Stong Medicine – (Caesar)
- So Little Time – (autótolvaj)
- All About Us – (Sean)
- Go Fish – (Spence Multock)
- Undressed – (Charlie)